# 현경련
현경련(玄敬連, 1794년 ~ 1839년 12월 29일)은 조선의 천주교 박해 때에 순교한 한국 천주교의 103위 성인 중에 한 사람이다. 세례명은 베네딕타(Benedicta)이다.
그녀는 1801년 신유박해 때 순교한 현계흠 바오로의 딸이며, 같은 때 순교한 최창현 요한의 며느리이며, 1846년 병오박해 때 순교한 《기해일기》의 주저자 현석문 카롤로의 누나이다.

## 생애
현경련은 한양의 한 역관 집안에서 태어났고, 어릴 때 주문모 신부에게 세례를 받았다. 그녀는 1811년에 순교자 최창현 요한의 아들과 결혼했지만, 그녀의 남편은 3년 후에 세상을 떠났다. 그녀는 자식이 없었기 때문에, 친정 어머니에게 돌아왔다. 그녀는 삯바느질로 생계를 이으며 평온한 삶에 대해 하느님께 감사하며 살았다. 그녀는 또한 사람들의 성화와 문맹의 예비 신자를 가르치기, 냉담교우를 격려하기, 슬퍼하는 사람들을 위로하기, 병자들을 돌보기 그리고 죽을 위험에 처한 이교도 자녀들에게 세례를 베풀기 등에 엄청난 노력을 쏟았다. 선교사들이 방문한 동안에, 그녀는 자신의 집에 사람들을 불러들여 성사를 보도록 해주었다.
1839년 기해년의 박해 초기에, 교리 선생이 된 현경련은 박해를 피해 숨었지만, 6 7월 경에 체포되었다. 관리들은 현경련이 선교사들을 위해 중요한 역할을 하던 현석문의 누나인 것을 알고 있었으므로, 그가 숨은 위치를 알아내기 위해 더 가혹하게 그녀를 고문했다. 그녀는 여덟 차례 심문과 두 차례의 주뢰형 그리고 300 여대의 장형을 받았다. 형리들은 선교사들을 체포해서 포상을 받고 싶어했기 때문에, 선교사들에 대한 정보를 캐내기 위해 더 혹독하게 그녀를 고문했다. 그러나 현경련의 강한 의지로 인해서, 그들의 탐욕적인 노력은 허사로 돌아갔다. 그녀는 형조로 압송된 후에, 다리를 거의 움직일 수 없을 정도로 격심하게 매질을 당했다. 그녀의 온몸에 상처가 깊어서 피와 고름이 끊임없이 흘러나왔다. 또한 그녀는 감옥에서 콜레라에 걸려 앓았다.
현경련은 동생 현석문에게 편지를 보냈다. 그 편지는 현재 전해지지 않지만, 많은 천주교인들이 그 편지를 읽고 깊은 감명을 받았다고 전해진다. 그녀는 처형 전에 수 시간을 단잠에 빠져 있었다. 1839년 12월 29일에 그녀는 서소문 밖의 사형장으로 끌려나가게 되어 행복해 했으며, 거기서 여섯 명의 교우와 참수를 받아 생을 마감했다. 그렇게 그녀가 순교하던 때의 나이 46세였다.

## 시복 · 시성
현경련 베네딕타는 1925년 7월 5일에 성 베드로 광장에서 교황 비오 11세가 집전한 79위 시복식을 통해 복자 품에 올랐고, 1984년 5월 6일에 서울특별시 여의도에서 한국 천주교 창립 200주년을 기념하여 방한한 교황 요한 바오로 2세가 집전한 미사 중에 이뤄진 103위 시성식을 통해 성인 품에 올랐다.

## 참고 문헌
- Catholic Bishop's Conference Of Korea. 103 Martryr Saints: 현경련 베네딕타 Benedicta Hyon Kyong-nyon 보관됨 2014-11-29 - 웨이백 머신